# Americani di origine sammarinese
Gli americani sammarinesi sono statunitensi di origine sammarinese.
Le più grandi comunità sono nel Michigan, principalmente nelle città di Troy e Detroit. Gli immigrati sammarinesi a Troy fondarono istituzioni come il San Marino Club e il Re Monti Stentorian.

## Storia
Fino ai primi del Novecento, pochi sammarinesi emigrarono negli Stati Uniti. Tuttavia, il numero di immigrati sammarinesi negli Stati Uniti è aumentato in modo significativo, con la maggior parte che emigra negli Stati Uniti per sfuggire alla mancanza di lavoro, portando con sé aspettative di miglioramento sociale ed economico.
La maggior parte degli immigrati che sono arrivati dopo la prima guerra mondiale sono emigrati perché avevano relazioni di parentela in America e hanno acquisito lavoro attraverso di esse. Tra quegli anni, gli Stati Uniti imposero diverse leggi restrittive contro l'immigrazione, come il Quota Act (promulgato nel 1921), che regolava l'ingresso degli immigrati limitandone il numero per quote (il numero di immigrati ammessi da San Marino verso gli Stati Uniti era al massimo 100). Nel primo Quota Act, i migranti sammarinesi furono conteggiati nella quota italiana, tuttavia dopo il 1924 San Marino fu riconosciuto come stato europeo indipendente.
Gli immigrati dovevano sottoporsi a visite mediche per verificarne l'idoneità fisica e mentale. Questo insieme di obblighi e limiti, insieme agli effetti del crollo del 1929, ridusse il numero degli emigranti sammarinesi. Durante questi anni, la maggior parte dei sammarinesi emigrò a New York City e a Detroit, così come a Sandusky, nell'Ohio. La maggior parte dei sammarinesi lavorava poi come lavapiatti e come piastrellisti. Inoltre, le donne sammarinesi hanno iniziato a lavorare fuori casa solo dagli anni '50 e '60 come operaie tessili, lavorando sia in fabbrica che a casa.

## Stampa e associazioni
Il 3 settembre 1929 fu pubblicato per la prima volta il quotidiano San Marino di New York, che trattava di notizie della madrepatria. I migranti crearono delle associazioni di mutua assistenza, tra cui il San Marino Social Club, fondato nel 1938 a Troy, e la Comunità sammarinese di New York.